# Nordiska gudanamn som förled i svenska ortnamn
I Sverige, liksom i övriga Norden, har en del ortnamn nordiska gudanamn som förled. Sådana ortnamn sägs vara teofora. De gudanamn det gäller är de fornnordiska gudarna Frö, Oden, Tor och Ull samt, eventuellt, gudinnan Fröja, även kallad Härn och gudinnan Frigg. En gudom som har ett svårbestämt genus är Njord eller Njärd. De flesta av ortnamnen med gudanamn som förled finns i det område som omfattar landskapen Uppland, Västmanland, Södermanland, Närke, Östergötland och Västergötland. De ortnamnsförled som är ett gudanamn har vanligtvis något av efterleden -al, -eke, -harg, 
-lunda, -tuna -vi, -åker eller -ö/-ön.

## Forskningshistoria
År 1910 inledde norrmannen Magnus Olsen en undersökning om Norges sakrala ortnamn (namn som vittnar om kult). Han utgav 1915 Hedenske kultminder i norske stedsnavne. Olsen fick flera efterföljare i Sverige, främst Elias Wessén, som i början av 1920-talet utgav skrifter om sakrala ortnamn. Mot Olsen och Wessén vände sig ortnamnsforskaren Jöran Sahlgren, som ansåg att forskningen om de sakrala namnen hade lett till felaktiga resultat. Efter Sahlgrens angrepp mot vad han kallade mytosoferna blev hans elever försiktiga med att forska om kultnamn. Forskningen om dem fick ordentlig fart igen i mitten av 1980-talet, och sedan dess har nya teorier om kultnamnen publicerats. Många av dessa namn har omprövats, och nya åsikter har framförts.
Rätt tolkade kan ortnamnen ge upplysningar om forna tiders religion i det område som nu är Sverige.

## Ospecificerade gudomar
För en del ortnamn i Svealand och Götaland är det svårt att bestämma vilken gud det är fråga om. Dessa ortnamn finns från Ludgo i Södermanland i norr till Luggude härad i Skåne i söder.
Förledet i ortnamnet Gudhem i Västergötland syftar på hedniska gudar. 
I Kaga socken i Östergötland ligger Alguvi, som bland annat har tolkats som 'alla gudars vi'.
Ortnamnen Ludgo, Liutguthuwi 1293, Luggavi Ludhgudwi 1310 i Närke, Locknevi Lødkonuwj 1371 i Småland och Luggude härad, Liudguthæret cirka 1250, i Skåne har tolkats som att de innehåller ett ord som betyder 'växtlighetsgudinnans kultplats'.

## Frö
Frö (Frej) är den främste fruktbarhetsguden. Han är son till Njord och bror till Fröja och han är en av vanerna. Kulten av Frö var mest utbredd bland svearna, men
ortnamnen med Frös- som förled finns från Frösön i norr till Fröslöv i Valleberga socken i Skåne. Vanligast är de i Uppland, Västmanland, Södermanland och Närke. 
Några ortnamn som tidigast har skrivits som Frös- har senare fått förledet Freds- eller Frus-.
Exempel på det är Fredsberg, Frøsbiærg 1279,  i Västergötland och Frustuna, (De) Frøstunum 1314, i Södermanland.

## Oden
Oden är konung över gudarna och allfader till människorna. Han är krigsgud och dödsgud.

Ortnamnen med Oden-/On- som förled finns från Odensala i Östersund i norr till Onslunda i Skåne i söder.
Hur Odensbacken (Odens backe 1700-talet) i Närke har fått namn är inte klarlagt. Orten har ett stort gravfält från forntiden. Kanske har namnet konstruerats av någon forntidsvän på 1600- eller 1700-talet.

## Tor
Tor är son till Oden. Han är åskans gud.

Ortnamn med förledet Tors- förekommer från Torsåker i Ångermanland i norr till Torseke i Skåne i söder. 
En del Tors-namn kommer av mansnamnet Tore, som Torsby socken i Bohuslän och Torsby i Värmland. Om förledet är Tor- utan genitiv-s syftar det vanligtvis på en höjd, som Tortuna och Torö eller på ett mansnamn som Torarp (Tord eller Tore) och Torup (Tore).

## Ull
Ull är tvekampens gud. Han är förknippad med himlen.
Ortnamn med förledet Ull- finns från Ullvi i Leksands socken i norr till Ullevi i Gårdby på Öland i söder. Vanligast är dessa ortnamn i Uppland, Västmanland, Närke och Östergötland. 
Guden Ulls namn finns i till exempel Ulleråker och Ultuna i Uppland. Ibland kan Ull- syfta på ett mansnamn, som Ullervad (av det fornsvenska mansnamnet Ulle), och Ullstorp (av mansnamnet Ulf).
Guden Ulls vi har i Svealand (utom Närke) namnet Ullvi, bland annat på tre ställen i Västmanland. I Närke är motsvarande namn Ullavi. I Östergötland, Småland och Öland skrivs det Ullevi.
Ett omstritt namn med Ull- som förled är Ullene i Västergötland. Det anses inte uteslutet att det kan komma av guden Ull, men det finns också andra tolkningar, som att Ull i detta ortnamn skulle kunna betyda 'glänta i skog'.
En del namn med förledet Ull- kan ha en betydelse 'välla’, som syftar på vatten, till exempel i Ullvettern och Ullånger.

## Njord/Njärd
Njord är en av vanerna. Han är halvbror till Frigg och far till Frö och Fröja. Han dyrkades vid många kultplatser i Sverige och Norge.
Ortnamnet Nälsta  Nærthastaff 'guden Njords stav' i Spånga socken är kultbetecknande.
Ortnamnen Nalavi (Nærthawi 1276) i Kräcklinge socken och Nalaviberg (Nærdhawi 1347) i Viby socken innehåller en fornspråklig genitivform av Njord.
I Västergötland finns två ortnamn som tros innehålla gudanamnet Njord: Närlunda i Bällefors socken och i Undenäs socken.

Nerthus var jordens och fruktbarhetens gudinna. Hon dyrkades i Sverige under namnet *Njärd och hon finns i ortnamn som Nälsta och Närtuna. I Östergötland finns Mjärdevi och Närby som båda kommer av fornsvenska Niærdhawi, av Njärd (Njord). Ortnamnet Närlunda (j Nerdalundum 1386) kommer av Njord. Ortnamnens Njord kan mycket väl vara en gudinna.
Njärd-namnen har ett centralsvenskt utbredningsområde i Mälarlandskapen,  Östergötland och Närke samt Vadsbo härad i Västergötland. Man kan inte på språkligt-formella grunder avgöra vilket genus Njärd ansågs ha.
 Ortnamnet Närtuna kan antingen komma av gudomen Njärd eller av ett sjönamn, fornsvenska  Niærdhe av Niærdh(er) 'förträngning'.

## Frigg
Frigg var Odens maka och mor till Balder. Hon var asarnas drottning. Frigg var troligtvis ursprungligen identisk med Fröja.
Friggs kult kan kanske finnas i ortnamnet Friggesåker.

Namnet Friggeråker, av genitivformen Friggiar i fornsvenska, kan beteckna kult av gudinnan Frigg.  Ett senare förslag är att namnet kommer av ett fornsvenskt fridhgærdh, fornvästnordiska friðgerð 'förlikning' och det skulle då var frågan om en åker där man hade bilagt tvister.

## Fröja
Fröja (Freja) var dotter till Njord och syster till Frö. Hon var vanernas största gudinna och därtill var hon fruktbarhetsgudinna. Hon var dessutom den gudinna som dyrkades längst i Norden.
Exempel på att Fröja/Freja har dyrkats visar ortnamn som Frövi, Frölunda, Frötuna och Fröberga.
Ortnamn med förledet Frö- med eventuell syftning på gudinnan Fröja finns i Uppland, Västmanland, Södermanland, Närke, Västergötland, Småland, Halland och på Gotland. 
Att gudinnan Fröjas namn skulle ingå i förledet till ett antal svenska ortnamn har tidigare ansetts troligt,
men den uppfattningen har under 1990-talet ifrågasatts. Det har ansetts att "Fröja" inte kan ha utvecklats till "Frö". Istället skulle "frö" betyda 'fruktbar, frodig'.
En tolkning av ortnamnet Frövi (ursprungligen från 1994) är att Frö- betyder 'frodig' och att 'vi' i detta fall kommer av -viþi, som betecknar ’skog’. Denna uppfattning har bestridits och det har framförts argument för att en ljudutveckling "Fröja" > "Frö" är fullt möjlig.

## Härn
Härn ansågs som linodlingens gudinna. Härn var ett annat namn för Fröja. 
 Härn/Hørn är ett binamn som Fröja hade, och som visas i ortnamn som Härnavid och Ärnavi.
Förledet Härn- Ärn- finns enbart i ortnamn i Uppland.
Tre orter anses ha detta förled med syftning på gudinnan Härn i sina namn: Härnevi, Ärnevi i Funbo och Ärentuna.
Om förledet syftar på en gudinna Härn är mycket tveksamt av ljudhistoriska skäl. Detta gäller de båda uppländska ortnamnen Härnevi och Ärnevi. I Härnevi är h troligen sekundärt. Förledet kan innehålla ett fornsvenskt *ærin eller *æri 'fruktbarhetsgud'. Efterledet vi är en helig plats som tillhör denna gudom. Det har också antagits att namnet Ärentuna (också i Uppland) skulle ha kommit av *Hærn, men istället kan det komma av ett fornsvenskt *ærn 'grusö, grusig mark'.

### Fotnoter
1. ↑  Kraft, John (2000). Hednagudar och hövdingadömen. Upplands-Bro: Upplands-Bro Kulturhistoriska Forskningsinstitut. sid. 7-9
2. ↑  Näsström, Britt-Mari (2009). Nordiska gudinnor. Stockholm: Albert Bonnier Förlag AB. sid. 26-28
3. ↑  Wahlberg, Mats (2003). Svenskt ortnamnslexikon. Uppsala: Institutet för språk och folkminnen. sid. 97. ISBN 91-7229-020-X
4. 1 2 3  Franzén, Gösta (1982). Ortnamn i Östergötland. Örebro: AWB/GEBERS. sid. 112-113
5. ↑  Wahlberg, Mats (2003). Svenskt ortnamnslexikon. Uppsala: Institutet för språk och folkminnen. sid. 196-198. ISBN 91-7229-020-X
6. ↑  Calissendorff, Karin; Larsson, Anna (1998). Ortnamn i Närke. Örebro: Högskolan i Örebro. sid. 130
7. ↑  Hultkrantz, Åke (1991). Vem är vem i nordisk mytologi. Stockholm: Rabén & Sjögren. sid. 33-35. ISBN 91-29-59395-6
8. ↑  Wahlberg, Mats (2003). Svenskt ortnamnslexikon. Uppsala: Institutet för språk och folkminnen. sid. 80-83 Freds-, Frös-. ISBN 91-7229-020-X
9. ↑  Hultkrantz, Åke (1991). Vem är vem i nordisk mytologi. Stockholm: Rabén & Sjögren. sid. 71-73. ISBN 91-29-59395-6
10. ↑  Wahlberg, Mats (2003). Svenskt ortnamnslexikon. Uppsala: Institutet för språk och folkminnen. sid. 242-244 Ons-, Odens-. ISBN 91-7229-020-X
11. ↑  Calissendorff, Karin; Larsson, Anna (1998). Ortnamn i Närke. Örebro: Högskolan i Örebro. sid. 131-132
12. ↑  Hultkrantz, Åke (1991). Vem är vem i nordisk mytologi. Stockholm: Rabén & Sjögren. sid. 91-92. ISBN 91-29-59395-6
13. ↑  Wahlberg, Mats (2003). Svenskt ortnamnslexikon. Uppsala: Institutet för språk och folkminnen. sid. 321-324. ISBN 91-7229-020-X
14. ↑  Hultkrantz, Åke (1991). Vem är vem i nordisk mytologi. Stockholm: Rabén & Sjögren. sid. 98. ISBN 91-29-59395-6
15. 1 2  Wahlberg, Mats (2003). Svenskt ortnamnslexikon. Uppsala: Institutet för språk och folkminnen. sid. 336. ISBN 91-7229-020-X
16. ↑  Ståhl, Harry (1985). Ortnamn i Västmanland. Stockholm: AWE/GEBERS. sid. 73
17. ↑  Calissendorff, Karin; Larsson, Anna (1998). Ortnamn i Närke. Örebro: Högskolan i Örebro. sid. 128-129
18. ↑  Vikstrand, Per (2001). Gudarnas platser. Uppsala: Kungl. Gustav Adolfs Akademien. sid. 189-190. ISBN 91-85352-45-4
19. ↑  Hultkrantz, Åke (1991). Vem är vem i nordisk mytologi. Stockholm: Rabén & Sjögren. sid. 68-69. ISBN 91-29-59395-6
20. ↑  Calissendorff, Karin (1986). Ortnamn i Uppland. Stockholm: AWE/GEBERS. sid. 64
21. ↑  Calissendorff, Karin; Larsson, Anna (1998). Ortnamn i Närke. Örebro: Högskolan i Örebro. sid. 129
22. ↑  Linde, Gunnar (1982). Ortnamn i Västergötland. Stockholm: AWE/GEBERS. sid. 87
23. ↑  Hultkrantz, Åke (1991). Vem är vem i nordisk mytologi. Stockholm: Rabén & Sjögren. sid. 67-68. ISBN 91-29-59395-6
24. ↑  Näsström, Britt-Mari (2009). Nordiska gudinnor. Stockholm: Albert Bonnier Förlag AB. sid. 293
25. ↑  Ståhl, Harry (1985). Ortnamn i Västmanland. Stockholm: AWE/GEBERS. sid. 73-74
26. ↑  Vikstrand, Per (2001). Gudarnas platser. Uppsala: Kungl. Gustav Adolfs Akademien. sid. 94-114. ISBN 91-85352-45-4
27. ↑  Wahlberg, Mats (2003). Svenskt ortnamnslexikon. Uppsala: Institutet för språk och folkminnen. sid. 223 Norderön, 232. ISBN 91-7229-020-X
28. ↑  Wahlberg, Mats (2003). Svenskt ortnamnslexikon. Uppsala: Institutet för språk och folkminnen. sid. 232 Närtuna. ISBN 91-7229-020-X
29. ↑  Hultkrantz, Åke (1991). Vem är vem i nordisk mytologi. Stockholm: Rabén & Sjögren. sid. 36. ISBN 91-29-59395-6
30. ↑  Näsström, Britt-Mari (2009). Nordiska gudinnor. Stockholm: Albert Bonnier Förlag AB. sid. 30-31
31. 1 2  Wahlberg, Mats (2003). Svenskt ortnamnslexikon. Uppsala: Institutet för språk och folkminnen. sid. 80. ISBN 91-7229-020-X
32. ↑  Linde, Gunnar (1982). Ortnamn i Västergötland. Stockholm: AWE/GEBERS. sid. 89
33. ↑  Hultkrantz, Åke (1991). Vem är vem i nordisk mytologi. Stockholm: Rabén & Sjögren. sid. 35-36. ISBN 91-29-59395-6
34. 1 2  Näsström, Britt-Mari (2009). Nordiska gudinnor. Stockholm: Albert Bonnier Förlag AB. sid. 28
35. ↑  Calissendorff, Karin (1986). Ortnamn i Uppland. Stockholm: AWE/GEBERS. sid. 51, 53 Frötuna, Frövi
36. ↑  Linde, Gunnar (1982). Ortnamn i Västergötland. Stockholm: AWE/GEBERS. sid. 87 Friel
37. ↑  Wahlberg, Mats (2003). Svenskt ortnamnslexikon. Uppsala: Institutet för språk och folkminnen. sid. 80-83, Friel, Fryele, Fröjel, Frökinds härad, Frötuna.. ISBN 91-7229-020-X
38. ↑  Calissendorff, Karin (1979). Svenska ortnamn. Stockholm: Svenska turistföreningen. sid. 8-9
39. ↑  Elmevik, Lennart (1997). Ortnamn i Språk och samhälle. Uppsala: Acta Universitatis Upsaliensis. sid. 107-114. ISBN 91-554-4051-7
40. ↑  Vikstrand, Per (2001). Gudarnas platser. Uppsala: Kungl. Gustav Adolfs Akademien. sid. 73, 91-93. ISBN 91-85352-45-4
41. ↑  Hultkrantz, Åke (1991). Vem är vem i nordisk mytologi. Stockholm: Rabén & Sjögren. sid. 51. ISBN 91-29-59395-6
42. ↑  Calissendorff, Karin (1986). Ortnamn i Uppland. Stockholm: AWE/GEBERS. sid. 33
43. ↑  Wahlberg, Mats (2003). Svenskt ortnamnslexikon. Uppsala: Institutet för språk och folkminnen. sid. 145 Härnevi, 385 Ärentuna. ISBN 91-7229-020-X

### Webbkällor
- Ortnamnsregistret